# Hôtel d'Adolf Halbrohr à Subotica
L'hôtel d'Adolf Halbrohr à Subotica (en serbe cyrillique : Хотел Адолфа Халброра у Суботици ; en serbe latin : Hotel Adolfa Halbrora u Subotici) est situé à Subotica, dans la province de Voïvodine et dans le district de Bačka septentrionale, en Serbie. Il est inscrit sur la liste des monuments culturels protégés de la République de Serbie (identifiant no SK 1785).

## Présentation
L'hôtel, aujourd'hui connu sous le nom de kafana Zagreb, a été construit pour Mór Halbrohr sur des plans de Géza Koczka à partir de 1882 ; à l'époque, il était connu sous le nom d'hôtel « Nacional ». En 1905, l'architecte Ferenc Raichle a modifié l'édifice originel ; la parcelle a été fermée et l'hôtel, en forme de « L », est devenu un bâtiment à étage de style néo-Renaissance, avec des éléments décoratifs de style Art nouveau.
La façade principale est symétrique, ce qui est souligné par l'avancée centrale et les deux autres avancées latérales. Le rez-de-chaussée est rythmé par des portails en arc ; l'entrée principale est particulièrement marquée par des pilastres latéraux doublés. À l'étage, des balcons massifs avec des balustrades sont soutenus par des consoles richement décorées ; les fenêtres des avancées sont cintrées, tandis que les autres sont surmontées de frontons arrondis aplatis. Dans la zone du toit se trouve une corniche soutenue par des consoles.